# 罵倒
| ウィキペディアには「罵倒」という見出しの百科事典記事はありません（タイトルに「罵倒」を含むページの一覧/「罵倒」で始まるページの一覧）。 代わりにウィクショナリーのページ「罵倒」が役に立つかもしれません。 |